# 2024년 하계 올림픽 에콰도르 선수단
2024년 하계 올림픽 에콰도르 선수단은 2024년 7월 26일부터 8월 11일까지 프랑스 파리에서 열리는 2024년 하계 올림픽에 참가한 올림픽 에콰도르 선수단이다. 
에콰도르는 이 대회를 통해 16번째로 하계 올림픽에 출전했다.

## 출전 선수
| 종목         | 남성 | 여성 | 전체 |
| ------------ | ---- | ---- | ---- |
| 근대5종      | 1    | 1    | 2    |
| 레슬링       | 1    | 3    | 4    |
| 복싱         | 2    | 1    | 3    |
| 사격         | 0    | 2    | 2    |
| 사이클       | 2    | 0    | 2    |
| 수영         | 2    | 1    | 3    |
| 승마         | 3    | 0    | 3    |
| 역도         | 0    | 3    | 3    |
| 유도         | 0    | 1    | 1    |
| 육상         | 4    | 11   | 15   |
| 탁구         | 1    | 0    | 1    |
| 트라이애슬론 | 0    | 1    | 1    |
| 전체         | 16   | 24   | 40   |

## 메달 집계
| 종목 | 1 | 2 | 3 | 합계 |
| 종목 | ' | ' | ' | '    |
| 종목 | ' | ' | ' | '    |
| 종목 | ' | ' | ' | '    |
| 합계 | ' | ' | ' | '    |

## 종목별 성적

### 사이클
남자
- 호나탄 나르바에스

### 육상
남자
- 다비드 우르타도

## 같이 보기
- 2024년 하계 올림픽